# Moulton, Suffolk
Moulton är en by och en civil parish i distriktet West Suffolk i Suffolk i England. Orten har 1 017 invånare (2001). Den har en kyrka.